# Волейбол на летних Олимпийских играх 2004
Соревнования по волейболу на XXVIII Олимпийских играх проходили с 14 по 29 августа 2004 года. Волейбольные турниры проводились на арене стадионе Мира и Дружбы, а турниры по пляжному волейболу в олимпийском комплексе «Фалиро». Было разыграно 4 комплекта наград, в волейбольных турнирах приняли участие 12 мужских и 12 женских сборных, в турнире по пляжному волейболу приняли участие 24 мужских и 24 женских команды.

## Медали

### Общий зачёт
(Жирным выделено самое большое количество медалей в своей категории; принимающая страна также выделена)
| Общее количество медалей |           |        |         |        |       |
| Место                    | Страна    | Золото | Серебро | Бронза | Всего |
| 1                        | Бразилия  | 2      | 1       | 0      | 3     |
| 2                        | США       | 1      | 0       | 1      | 2     |
| 3                        | Китай     | 1      | 0       | 0      | 1     |
| 4                        | Россия    | 0      | 1       | 1      | 2     |
| 5                        | Италия    | 0      | 1       | 0      | 1     |
| 5                        | Испания   | 0      | 1       | 0      | 1     |
| 7                        | Куба      | 0      | 0       | 1      | 1     |
| 7                        | Швейцария | 0      | 0       | 1      | 1     |
| Всего                    | Всего     | 4      | 4       | 4      | 12    |

### Медалисты

#### Волейбол
| Дисциплина | Золото | Серебро | Бронза |
| Мужчины    | БразилияАндерсон · Андре · Андре Эллер · Густаво · Данте · Джоване Гавио · Жиба · Маурисио · Налберт · Рикардо · Родриган · Сержио          | ИталияВалерио Вермильо · Андреа Джани · Паоло Коцци · Луиджи Мастранджело · Самуэле Папи · Дамиано Пиппи · Андреа Сарторетти · Венцислав Симеонов · Паоло Тофоли · Матей Чернич · Альберто Чизолла · Алессандро Феи                    | РоссияПавел Абрамов · Сергей Баранов · Алексей Вербов · Станислав Динейкин · Андрей Егорчев · Алексей Казаков · Александр Косарев · Алексей Кулешов · Сергей Тетюхин · Константин Ушаков · Вадим Хамутцких · Тарас Хтей |
| Женщины    | КитайЧжан Юэхун · Чжао Жуйжуй · Фэн Кунь · Ван Лина · Ли Шань · Лю Яньань · Чжан На · Сун Нина · Чжан Пин · Чжоу Сухун · Ян Хао · Чэнь Цзин | РоссияЕвгения Артамонова · Екатерина Гамова · Александра Коруковец · Ольга Николаева · Елена Плотникова · Наталья Сафронова · Любовь Соколова · Ирина Тебенихина · Елизавета Тищенко · Елена Тюрина · Ольга Чуканова · Марина Шешенина | КубаСойла Баррос · Росир Кальдерон · Нэнси Каррильо · Майвелис Мартинес · Лиана Меса · Анньяра Муньос · Яйма Ортис · Дайми Рамирес · Юмилка Руис · Марта Санчес Сальфран · Дульсе Тельес · Ана Фернандес                |

#### Пляжный волейбол
| Дисциплина | Золото                       | Серебро                               | Бронза                                    |
| Мужчины    | Бразилия · Рикарду · Эмануэл | Испания · Хавьер Босма · Пабло Эррера | Швейцария · Штефан Кобель · Патрик Хойшер |
| Женщины    | США · Кэрри Уолш · Мисти Мэй | Бразилия · Адриана Бехар · Шелда Беде | США · Холли Макпик · Элейн Янгз           |

## Квалификация

### Мужчины
|                                                | Дата              | Место проведения | Места | Команды                             |
| ---------------------------------------------- | ----------------- | ---------------- | ----- | ----------------------------------- |
| Принимающая сторона                            | —                 | —                | 1     | Греция                              |
| Кубок мира 2003                                | 16—30 ноября 2003 | Япония           | 3     | Бразилия Италия Сербия и Черногория |
| Квалификационный турнир NORCECA                | 4—10 января 2004  | Кагуас           | 1     | США                                 |
| Квалификационный турнир CEV                    | 5—10 января 2004  | Лейпциг          | 1     | Россия                              |
| Квалификационный турнир CAVB                   | 5—10 января 2004  | Тунис            | 1     | Тунис                               |
| Квалификационный турнир CSV                    | 9—11 января 2004  | Каракас          | 1     | Аргентина                           |
| Квалификационный турнир FIVB                   | 21—23 мая 2004    | Порту            | 1     | Польша                              |
| Квалификационный турнир FIVB                   | 28—30 мая 2004    | Мадрид           | 1     | Нидерланды                          |
| Совмещённый квалификационный турнир FIVB и AVC | 22—30 мая 2004    | Токио            | 2     | Франция Австралия                   |
| Всего                                          |                   |                  | 12    |                                     |

### Женщины
|                                                | Дата               | Место проведения | Места | Команды                               |
| ---------------------------------------------- | ------------------ | ---------------- | ----- | ------------------------------------- |
| Принимающая сторона                            | —                  | —                | 1     | Греция                                |
| Кубок мира 2003                                | 1—15 ноября 2003   | Япония           | 3     | Китай Бразилия США                    |
| Квалификационный турнир NORCECA                | 15—21 декабря 2003 | Санто-Доминго    | 1     | Куба                                  |
| Квалификационный турнир CEV                    | 5—10 января 2004   | Баку             | 1     | Германия                              |
| Квалификационный турнир CAVB                   | 8—10 января 2004   | Найроби          | 1     | Кения                                 |
| Квалификационный турнир CSV                    | 9—11 января 2004   | Каракас          | 1     | Доминиканская Республика              |
| Совмещённый квалификационный турнир FIVB и AVC | 8—16 мая 2004      | Токио            | 4     | Япония Республика Корея Россия Италия |
| Всего                                          |                    |                  | 12    |                                       |

### Пляжный волейбол
Состав участников Олимпийских турниров определялся по мировому рейтингу пляжного волейбола, в котором учитывались выступления команд в период с 1 января 2003 по 20 июля 2004 года. При этом гарантированное место в Олимпийских турнирах было предоставлено мужской и женской греческим парам, каждая страна могла быть представлена не более чем двумя мужскими и двумя женскими командами.
Соревнования прошли в две стадии — групповой этап и плей-офф, в котором участвовали команды, занявшие в своих группах 1—2-е места, и 4 лучшие среди занявших в своих квартетах третьи места.